# Zuidoost-Duits voetbalkampioenschap 1929/30
In 1929/30 werd het negentiende voetbalkampioenschap gespeeld dat georganiseerd werd door de Zuidoost-Duitse voetbalbond.
De verdeling van de groepen ging niet zoals vorig jaar, maar werd door de voetbalbond bepaald. De clubs van de drie sterkste competities (Breslau/Midden-Silezië, Neder-Lausitz en Opper-Silezië) werden in groep A ingedeeld en deze clubs speelden voor de Zuidoost-Duitse titel. De clubs uit Bergland, Neder-Silezië en Opper-Lausitz werden in groep B ingedeeld, waarvan de winnaar wel nog kans maakte op een ticket voor de  eindronde om de Duitse landstitel. 
Beuthenrt SuSV 09 werd kampioen en plaatste zich voor de Duitse eindronde. De club verloor in de eerste ronde van Hertha BSC. Breslauer Sportfreunde plaatste zich ook en verloor van 1. FC Nürnberg.

## Deelnemers aan de eindronde
| Club                              | Gekwalificeerd als             |
| --------------------------------- | ------------------------------ |
| SV Preußen Schweidnitz            | Kampioen van Bergland          |
| Breslauer SC 08                   | Kampioen van Midden-Silezië    |
| FC Viktoria Forst                 | Kampioen van Neder-Lausitz     |
| VfB Liegnitz                      | Kampioen van Neder-Silezië     |
| Laubaner SV                       | Kampioen van Opper-Lausitz     |
| SC Preußen Hindenburg             | Kampioen van Opper-Silezië     |
| VfR 1915 Schweidnitz              | Vicekampioen van Bergland      |
| Vereinigte Breslauer Sportfreunde | Winnaar van Midden-Silezië     |
| Cottbuser FV 1898                 | Vicekampioen van Neder-Lausitz |
| SC Preußen 1911 Glogau            | Vicekampioen van Neder-Silezië |
| STC Görlitz                       | Vicekampioen van Opper-Lausitz |
| Beuthener SuSV 09                 | Vicekampioen van Opper-Silezië |

## Eindronde

### Groep A
| Plaats | Club                              | Wed. | W | G | V | Saldo | Ptn. |
| ------ | --------------------------------- | ---- | - | - | - | ----- | ---- |
| 1.     | Beuthener SuSV 09                 | 10   | 7 | 2 | 1 | 35:9  | 16:4 |
| 2.     | Vereinigte Breslauer Sportfreunde | 10   | 5 | 2 | 3 | 13:19 | 12:8 |
| 3.     | SC Preußen Hindenburg             | 10   | 5 | 1 | 4 | 18:16 | 11:9 |
| 4.     | FC Viktoria Forst                 | 10   | 4 | 0 | 6 | 21:22 | 8:12 |
| 5.     | Breslauer SC 08                   | 10   | 2 | 3 | 5 | 17:22 | 7:13 |
| 6.     | Cottbuser FV 1898                 | 10   | 2 | 2 | 6 | 11:27 | 6:14 |

|  | Kampioen, geplaatst voor de nationale eindronde |
|  | Play-off tweede ticket nationale eindronde      |

### Groep B
| Plaats | Club                   | Wed. | W | G | V | Saldo | Ptn. |
| ------ | ---------------------- | ---- | - | - | - | ----- | ---- |
| 1.     | STC Görlitz            | 10   | 7 | 2 | 1 | 28:8  | 16:4 |
| 2.     | VfB Liegnitz           | 10   | 7 | 1 | 2 | 39:16 | 15:5 |
| 3.     | SC Preußen 1911 Glogau | 10   | 5 | 1 | 4 | 25:21 | 11:9 |
| 4.     | VfR 1915 Schweidnitz   | 10   | 4 | 0 | 6 | 23:34 | 8:12 |
| 5.     | Laubaner SV 1920       | 10   | 2 | 1 | 7 | 19:31 | 5:15 |
| 6.     | SV Preußen Schweidnitz | 10   | 2 | 1 | 7 | 10:34 | 5:15 |

|  | Play-off tweede ticket nationale eindronde |

### Tweede ticket Duitse eindronde
Heen
|               |             |       |                                   |         |
| 13 april 1930 | STC Görlitz | 1 - 2 | Vereinigte Breslauer Sportfreunde | Görlitz |
| 13 april 1930 |             |       |                                   | Görlitz |

Terug
|               |                                   |       |             |         |
| 27 april 1930 | Vereinigte Breslauer Sportfreunde | 1 - 1 | STC Görlitz | Breslau |
| 27 april 1930 |                                   |       |             | Breslau |